# Ржанников, Борис Иванович
Борис Иванович Ржанников (30 апреля 1937 — 1991) — советский хоккеист, защитник. Мастер спорта СССР.

## Биография
Играл за команду ЧИМЭСХ, тренер Николай Сидоренко. В первенстве СССР выступал за команды «Буревестник» Челябинск (1955/56 — 1956/57), «Авангард» / «Трактор» Челябинск (1957/58 — 1964/65),
«Торпедо» Минск (1965/66 — 1967/68)
Тренировал команду «Красное знамя» Бобруйск (1971/72), сборную Белорусской ССР (1976—1978) — 10 место на хоккейном турнире IV Спартакиады народов СССР (1978).
Скончался в 1991 году.